# Zdopravy.cz
Zdopravy.cz je český zpravodajský web zaměřený na oblast ekonomických, politických i provozních informací o dopravě. Spustil jej v srpnu 2017 ekonomický novinář Jan Sůra, od září 2017 jej společně s ním provozuje ekonomický novinář Jan Šindelář a zpočátku s nimi spolupracoval i IT konzultant Josef Petrák; od října 2017 provozují web prostřednictvím společnosti Avizer Z, s.r.o., v níž je většinovým společníkem Jan Rotta. 

## Vznik a provozovatelé
Projekt spustil začátkem srpna 2017 Jan Sůra, který se dopravnímu a ekonomickému zpravodajství věnoval od roku 2004 a odešel z deníku Mladá fronta DNES a portálu IDNES.cz na jaře 2017 po aféře, kdy se novinář MF Dnes Marek Přibil domlouval s politikem Andrejem Babišem, vlastníkem listu, ohledně zveřejňování textů o politicích. Od září 2017 se k projektu přidal Jan Šindelář, který dříve pracoval v ekonomické redakci ČTK a do srpna 2017 v ekonomickém deníku E15 a na webu E15.cz a věnoval se rovněž ekonomice a dopravě, a to od roku 2005. Další spolupracovník, Josef Petrák, působil od roku 2007 ve vedení železničního magazínu ŽelPage.
Jako provozovatel serveru je uvedena společnost Avizer Z, s.r.o., vzniklá i zapsaná 11. října 2017. Jejími společníky jsou Jan Rotta (60 %), Jan Sůra (20 %, původně 15 %) a Jan Šindelář (20 %, původně 15 %), zhruba první rok byl s 10% podílem společníkem i Josef Petrák. Jednatelem byl do 1. října 2018 pouze Josef Petrák, od 1. října 2018 jsou jednateli Jan Sůra a Jan Šindelář.
Josef Petrák uvedl, že na trhu viditelně chybí souhrnné zpravodajství z oblasti dopravy, po němž je vysoká poptávka. Cílem webu je soustředit na jednom místě ekonomické, politické i provozní informace z oboru dopravy, web má ambici být v této oblasti hlavním portálem. Projekt je zacílen na manažery a zaměstnance z řady dopravních oborů včetně výstavby infrastruktury, cestující veřejnost i příznivce jednotlivých druhů dopravy. Jan Sůra označil za absolutní prioritu nezávislost obsahu.
Web MediaGuru označil tento projekt vedle webu Peak.cz za další web se specializovaným ekonomickým zpravodajstvím, na kterém se podílejí zkušení novináři.
V anketě Křišťálová Lupa 2023 získal web Zdopravy.cz 7. místo v kategorii Zájmové weby.
V roce 2024 bylo možné koupit si předplatné a tím mít web na půl roku za 299 Kč nebo na rok za 499 Kč bez reklam.